# نادي أبليدور
نادي أبليدور لكرة القدم (بالإنجليزية: .Appledore F.C)‏ هو نادٍ لكرة القدم يقع مقره في أبليدور، بالقرب من بيدفورد، ديفون، بإنجلترا. هو حاليًا عضو في دوري North Devon League Premier Division ويلعب في Marshford.

## سجلات النادي
- أفضل أداء فاز به اتحاد كرة القدم: الجولة التمهيدية، 1980-81، 1981-82.[1]